# Freiheitssender der Deutschen Freiheitspartei
Der Sender der Deutschen Freiheitspartei war ein kurzzeitig aktiver, verdeckt agierender Rundfunksender, der Programme in deutscher Sprache gegen das Naziregime verbreitete. Er sendete von Januar bis April 1938 auf der Frequenz 7842 kHz mit einer Wellenlänge von 38,26 Meter auf Kurzwelle. Die Sendestation mit einer Ausgangsleistung von weniger als 5 kW befand sich auf einem Fischkutter, der in internationalen Gewässern im Ärmelkanal sowie vor der holländischen Küste kreuzte. Den notwendigen Strom lieferte ein Benzinmotor. An Bord befanden sich ein verantwortlicher Redakteur sowie neben dem Kapitän noch vier Mann Besatzung: Heizer, Matrosen und Koch.

## Das Senderschiff
Das Rundfunkschiff, die Faithful Friend (treuer Freund), war in der englischen Hafenstadt Lowestoft (Grafschaft Suffolk) registriert. Es handelte sich ursprünglich um einen hier gebauten, dampfgetriebenen Fischkutter von 110 Brutto- und 38 Nettoregistertonnen, der im Jahr 1913 von der Reederei John Chambers Limited & Co. in Auftrag gegeben worden war. Die Schiffsmaße: Länge 27,80 m, Breite 6,20 m und Tiefgang 3,20 m. Der Kutter gehörte später der Gilbert & Co. Ltd in Lowestoft, hatte die Registrierungsnummer 135743 und fuhr mit dem Kennzeichen LT33. Der mit einer Holzwand versehene Fischdampfer hatte einen Antrieb von 18,64 kW, die von einer Dreifach-Expansions-Dampfmaschine erzeugt wurden. Von 1915 bis 1919 hatte das Schiff der britischen Marine zur Verlegung von Netzen für die Verteidigung der Häfen gedient. Letzter Besitzer war ab 23. März 1939 das Bergungsunternehmen Risdon Beazley Ltd in Southampton. Vermutlich wurde die Faithful Friend zum Ende des Jahres 1939 abgewrackt.

## Betreiber
Betreiber des Senders war Carl Spiecker, gläubiger Katholik und während der Weimarer Republik Pressechef von Reichskanzler Wilhelm Marx. Später wurde er unter Reichskanzler Heinrich Brüning Sonderbeauftragter zur Bekämpfung des Nationalsozialismus. 1933 floh Spiecker nach Frankreich und rief hier mit anderen konservativen Emigranten die Deutsche Freiheitspartei ins Leben. Sein Plan war, eine Radiostation gegen den NS-Staat in Betrieb zu nehmen. Die deutsche Bevölkerung sollte über die „wahre Natur der NSDAP“ aufgeklärt und zum Widerstand gegen Adolf Hitler aufgefordert werden.
Da ihm kein Staat Europas die Lizenz zum Betrieb eines nach Deutschland gerichteten Senders erteilen wollte, entstand die Idee, ein Schiff für diese Zwecke auszurüsten. Spiecker konnte dieses in Lowestoft anheuern. Geldgeber, mutmaßlich aus dem Umfeld der Torys trugen stillschweigend die notwendigen Kosten für die Kurzwellenstation an Bord. Der ebenfalls im Exil lebende Sozialdemokrat Fritz Heine diente Spiecker vermutlich als Berater und Mittelsmann zu den Briten. Bei der Finanzierung des Seesenderprojekts könnte Sir Campbell Stuart geholfen haben, der der Cable and Wireless Company vorstand. Am 18. Februar 1938 wurde das Schiff an die Firma Wessex Drifters Ltd (Geschäftsführer Simon Munday, 77 Victoria Park Road, London) verkauft. Wessex Drifters Ltd könnte eine vom britischen Auslands-Geheimdienst SIS gegründete Deckfirma gewesen sein.

## Sendeleitung
Redaktionell gestaltet wurde der Sender durch den Journalisten Ernst Langendorf, der auch Programmsprecher war. Er lebte seit 1933 im Exil in Frankreich. Ursprünglich war Jakob Altmaier, ein weiterer sozialdemokratischer Journalist, als Moderator vorgesehen, doch schon wenige Tage nach dem Sendestart gab er auf, da er die Arbeits- und Lebensbedingungen auf dem primitiven Schiff nicht ertrug.
Sein Nachfolger Langendorf brachte einen Techniker des sozialdemokratisch geprägten niederländischen Rundfunks VARA mit an Bord.
Die Arbeitsbedingungen, die Langendorf auf dem schmutzigen Kutter bei oft stürmischer See antraf, waren äußerst limitiert. „Schon nach wenigen Stunden war ich von den Brechern, die über Bord schlugen, völlig durchnässt und durch Seekrankheit außer Gefecht gesetzt. Sterbensübel suchte ich meine kleine Kabine auf.“
An Land ging die Besatzung des Kutters nur, wenn Proviant und Zeitungen besorgt werden mussten, die Langendorf als inhaltliche Grundlagen seiner Sendungen benötigte.

## Programm
Je nach Wetterlage strahlte der Sender sein deutschsprachiges Programm täglich von 19:30 bis 20 Uhr und von 22 bis 22:30 Uhr aus. Es bestand aus Nachrichten, einer internationalen Presseschau – und dazwischen ertönte immer wieder die Ansage: „Hier spricht der Sender der Deutschen Freiheitspartei“. Zahlreiche Funkmanuskripte blieben erhalten.

## Rezeption
Ob in Deutschland jemand außer der Gestapo den Sender gehört hat, ist fraglich. Zumal er auf Kurzwelle ausstrahlte – die Nazis hatten die einfachen Volksempfänger auf die Mittelwelle beschränkt, was bei guten Bedingungen zwar den Empfang der BBC ermöglichte – nicht aber die Station aus dem Ärmelkanal. Das Abhören ausländischer Sender wurde vom NS-Regime zwar erst mit Kriegsbeginn 1939 mit Strafen belegt, doch schon 1933 konnte der Empfang missliebiger Radiostationen wegen Vorbereitung zum Hochverrat verfolgt werden.

## Ende der Sendertätigkeit
Die französische Regierung unter Léon Blum tolerierte den Sender der Deutschen Freiheitspartei zunächst. Als der Kutter Anfang April 1938 in Cherbourg einlief, stellte sich heraus, dass infolge politischer Veränderungen in der französischen Volksfrontregierung mit Schwierigkeiten bei der weiteren Sendetätigkeit zu rechnen war.
Es galt nun, einen geeigneten Zufluchtshafen außerhalb Frankreichs zu finden. Die Wahl fiel auf den Hafen IJmuiden in Holland, da hier keine besonderen Lizenzvorschriften bestanden. Hier ergaben sich jedoch politische Probleme: Als das Schiff anlegte, wurde es vom niederländischen Zoll sowie von der Hafenpolizei inspiziert und kontrolliert. Das Schiff erregte Aufsehen. Niederländische Zeitungen stellten Mutmaßungen an: „Das Seltsame an der ganzen Angelegenheit ist die Tatsache, dass dieser alte, zusammengeflickte Fischdampfer einen brandneuen Radiosender besitzt“, schrieb die Zeitung De Telegraaf.
Der Radiosender wurde entdeckt und von den örtlichen Stellen beschlagnahmt, die Papiere und Pässe der Mannschaft überprüfte man: Sie erwiesen sich als in Ordnung. Der Sinn des Kurzwellensenders blieb zunächst unklar. Argwohn erweckte der Deutsche Ernst Langendorf. Er wurde erkennungsdienstlich behandelt und auf der örtlichen Polizeistation einem Funktionär gegenübergestellt, der das NS-Parteiabzeichen im Knopfloch trug: „Er durfte mich besichtigen, richtete aber keine Fragen an mich und verschwand bald wieder.“ Anschließend erklärte sich Langendorf den holländischen Stellen und übergab einige Manuskripte, die er für seine Sendungen vorbereitet hatte:
„Es dauerte noch einige Stunden, bis ich wieder ins Büro gerufen wurde, wo mich der Reviervorsteher in ungewöhnlich freundlicher Weise empfing und mir eröffnete, dass man mir alles glaube und ich frei wäre zu gehen.“ Ernst Langendorf musste jedoch die Niederlande binnen weniger Tage verlassen. Am Karsamstag 1938 traf er in Paris ein.
Schon nach zwei Tagen lichtete der Treue Freund in IJmuiden den Anker. Im französischen Boulogne-sur-Mer wurde die Sendeanlage demontiert und eingelagert. Die Besatzung kehrte nach England zurück. Die Sendetätigkeit war beendet.
Ein erneuter Versuch Spieckers scheiterte. Es gelang ihm zwar, in England eine komfortable Motorjacht für Rundfunkzwecke umzurüsten, um diese Anfang Juni 1938 wieder in Betrieb zu setzen, doch das Schiff brannte bei seiner letzten Probefahrt völlig aus.